# Muntele Vulcan
Muntele Vulcan cum apare în toponimia locală (cunoscut de localnici și sub denumirea de Vâlcan sau Cotoncu), reprezintă un masiv muntos care face parte din grupa Carpaților Occidentali. Situat la cumpăna izvoarelor Crișului Alb și Arieșului, în Munții Apuseni, Muntele Vulcan (1263 m) se impune în peisaj, străjuind spre sud Țara Moților Crișeni.
La nivelul său a fost delimitată o arie protejată de interes național ce corespunde categoriei a IV-a IUCN (rezervație naturală, tip mixt), situată în județul Hunedoara, pe teritoriul administrativ al comunei Buceș.

## Localizare și acces
Muntele Vulcan este o parte componenta a Munților Abrudului, situați în sudul Munților Bihor. Este situat pe cumpăna apelor dinspre Râul Crișul Alb și Arieș, înalțându-se în hotarul satului Buceș-Vulcan, la granița dintre județele Hunedoara și Alba,
Accesul se face din DN 74 – Brad - Abrud - Câmpeni, sau de pe teritoriul localităților Blăjeni și Ciuruleasa. Vârful Muntelui Vulcan se dezvoltâ la o distanță de 1 km deasupra satului Buceș-Vulcan. 

## Aria protejată
Pentru valoarea sa peisagistică și geologică, la nivelul său a fost delimitată aria protejată de tip mixt (paleontologică, peisagistică și botanică), de categoria a IV-a IUCN – Muntele Vulcan (arie protejată). Aceasta are o suprafață  de 5 ha. 

### Morfologie și geologie
Are o suprafață de peste 5 ha, o înălțime de 1263 m și o diferență de nivel, față de Pasul Buceș, de peste 500 m.
Masivul, izolat, este constituit din calcare jurasice albe ce reprezintă resturile unei clipe calcaroase cu caracter recifal(olistolite). Practic astfel, din punct de vedere geologic muntele este un recif calcaros zoogen-coraligen, cu o textură în bancuri masive stratificate, de culoare galben-cenușie, cu resturi aglutinate de un ciment calcaros recristalizat. În fragmentele desprinse din pereții Vulcanului, se pot observa resturi fosile caracteristice pentru forma de corali, care au generat straturi uriașe de calcare în mările calde ale mezozoicului (Marea Tetis, în acest caz). 
Vârsta Tithonic târziu- Berriassian a calcarelor recifale este indicată de asociația de alge Clypeina jurassica,Trocholina alpina iar dintre tintinide Tintinnopsella carpathica.  Calcarele masive organogene(calcare de Stramberg)conțin specii de corali întâlnite și în calcarele de Štramberk din Cehia de la care a fost preluată denumirea.
Masa de calcar a muntelui se înalță de la bază cu aproximativ 300 m, versantul dinspre Pasul Buceș fiind extrem de abrupt. Pe platoul de pe vârf s-au format câteva doline, care se evidențiază prin forma caracteristică de pâlnie. 
Platoul muntelui este acoperit parțial cu soluri de pădure, în timp ce versantul sudic, abrupt, are la bază o trenă de grohotișuri. Versantul nord-vestic are o pantă domoală, care coboară spre izvoarele Crișului Alb. Pe râul Dragobald se dezvoltă două cascade (de 8, respectiv 30 m) și izbucul Fântânuța. 

### Floră și faună

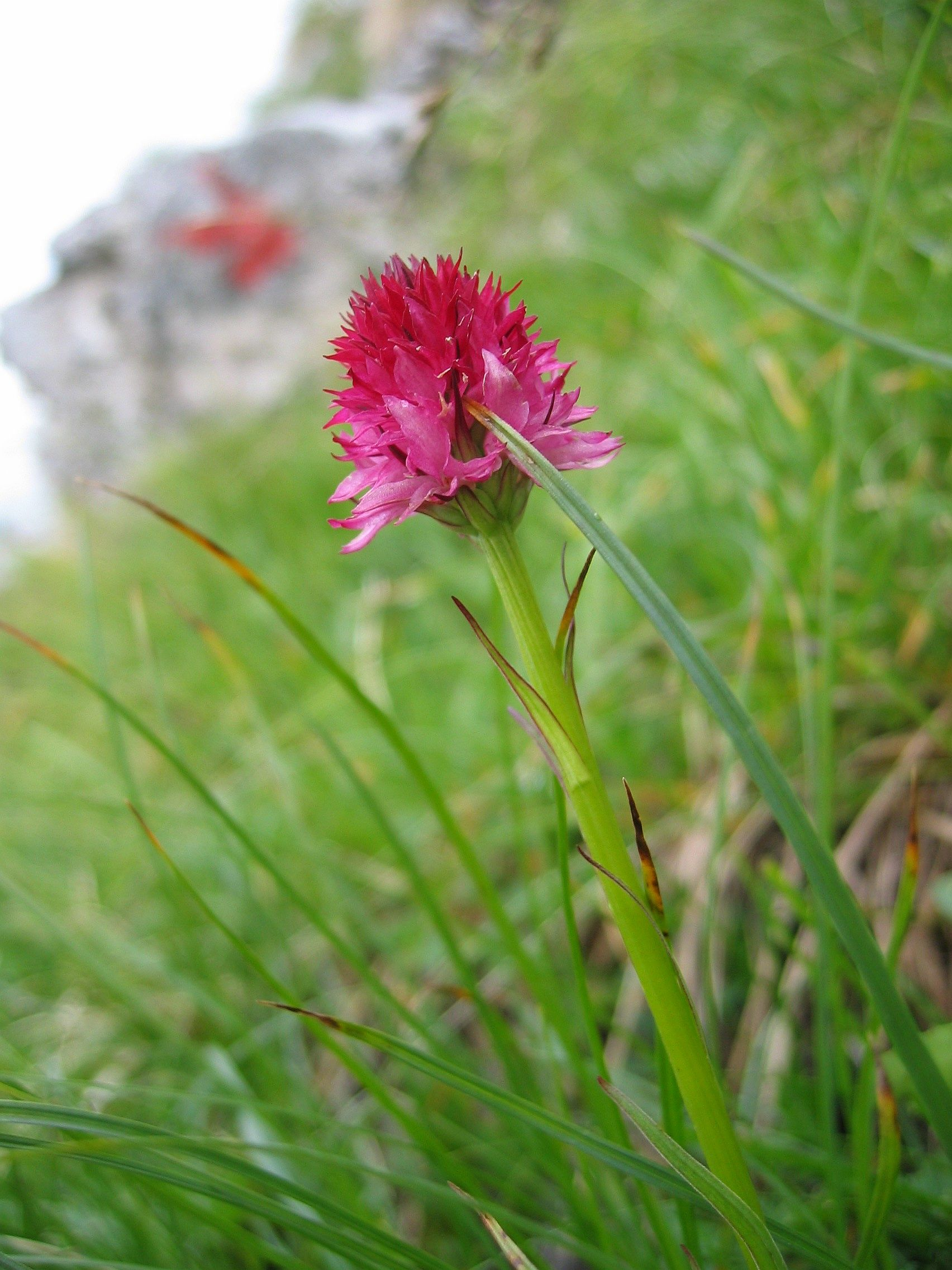
Sângele voinicului (Nigritella rubra

Primele date științifice legate de flora din areal se găsesc în lucrarile lui J.C. Baumgarten din anul 1816. Muntele este coperit de păduri, pășuni și poieni. Vegetația predominantă a muntelui este de făgete pure, existând  însă și diseminări de brad iar pe vârfurile stâncoase apar sporadic exemplare de molid și tisă. Se întâlnesc de asemenea plante rare, unele ocrotite de lege, cum ar fi floarea de colț. Acesteia i se alătură garofița albă de stânci, sângele voinicului, mătrăguna și numeroasele tufe de liliac.  
Versanții sudici și sud-estici abrupți adăpostesc plante saxicole, care cresc pe stânci sau în crăpăturile acestora. 
- În total, aici au fost inventariate 435 de specii de plante, dintre care
- 18 specii rare de plante alpine și montane și 11 specii endemice, dacice și carpatice, precum crinul sălbatic, stânjenelul de pădure, garofița de stâncă, floarea de colț, sângele voinicului, mătrăguna, liliacul de stâncă, tisa și mojdreanul, toate cu o deosebită importanță fitogeografică.

Fauna se remarcă în special prin prezența acvilelor de câmp, vultureilor și a șoimilor ori a rândunelelor.

## Turism
Impresionează prin sălbăticia peisajelor, necesitând pentru explorare alocarea cel puțin a unei jumătăți de zi.

### De nivel local
Este unul dintre cele mai căutate obiective montane din Apuseni. Poate fi străbatut cu piciorul în toate anotimpurile anului, cu multă ușurință și oferă excelente condiții pentru practicarea alpinismului. 
Există trasee turistice marcate care urcă pe brânele de la baza pereților estici, dar accesul din această direcție până pe platoul împădurit este ceva mai dificil. De obicei urcarea pe platou se face pe spinările vestice. Din Pasul Buceș-Vulcan urcă în comun mai multe trasee turistice: PR (Circuitul Mic al Muntelui Vulcan), PA (Circuitul Vârfului Vulcan), TG (Circuitul Mare al Muntelui Vulcan) - pe pante mai domoale și varianta PG, mai dificilă, de acces direct pe platou (Poteca alpiniștilor). Partea sa estică, în zona stâncăriilor, are trasee de cățărare pitonate. În versanții sudici și nordici de găsesc peșteri.
În apropierea obiectivului turistic nu există locuri de cazare, soluția fiind camparea.
Panorama care se poate vizualiza din zona sa superioară este impresionantă. De pe vârfurile Căprăreasa și Caprifoiul se văd: culmea teșită de origine calcaroasă a Brădișorului, casele răzlețe ale cătunelor sau satelor Grohoțele, Cornățel, Serbaia, Porcurea și Tarnița, coloanele poliedrice de bazalt ale Detunatelor, Dealu Mare, peste care trece șoseaua Zlatna – Abrud, Roșia Montană, Abrudul, Câmpeniul, chiar cetatea Devei spre sud și culmile Masivului Retezat.

Detalii
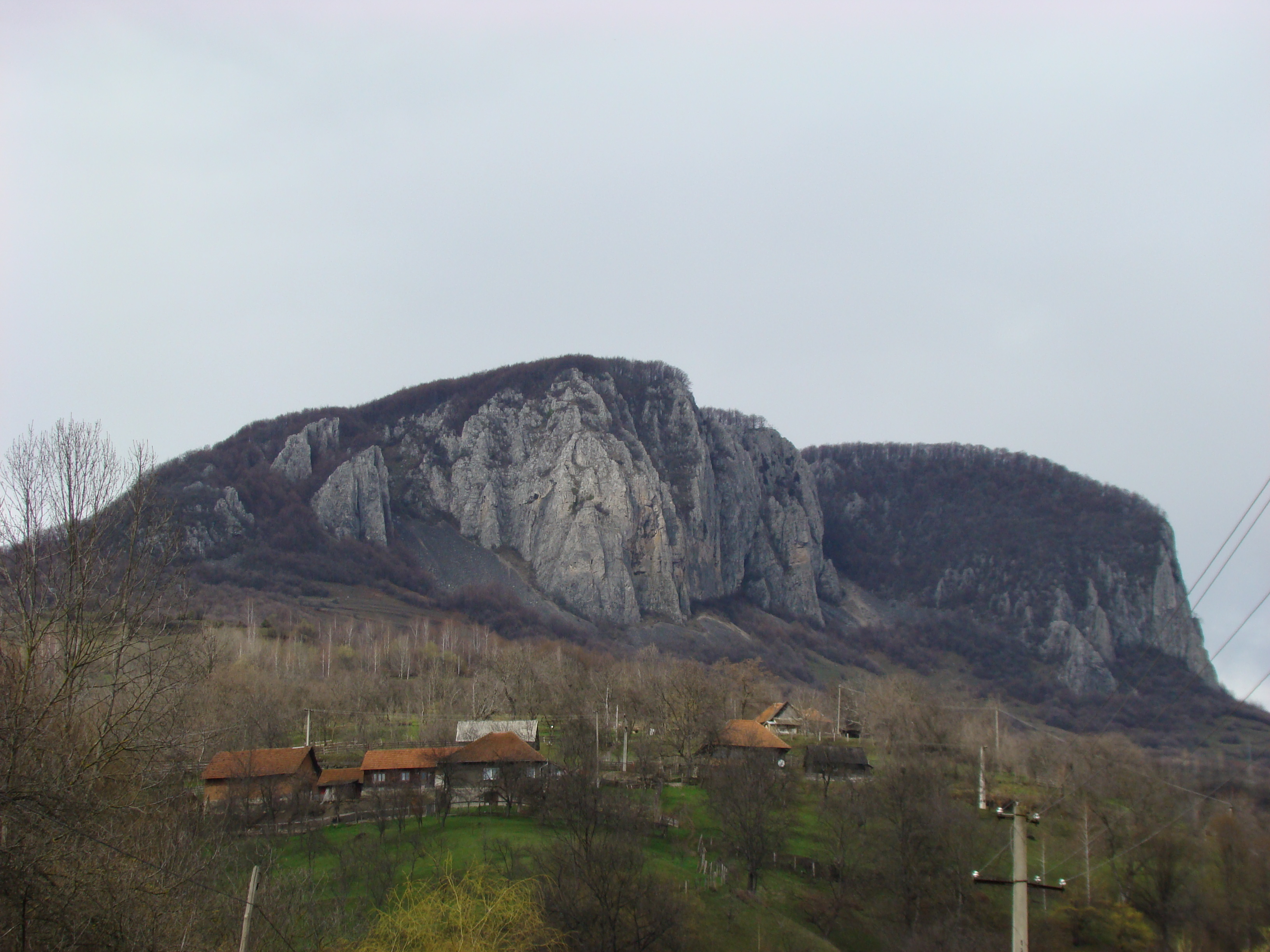
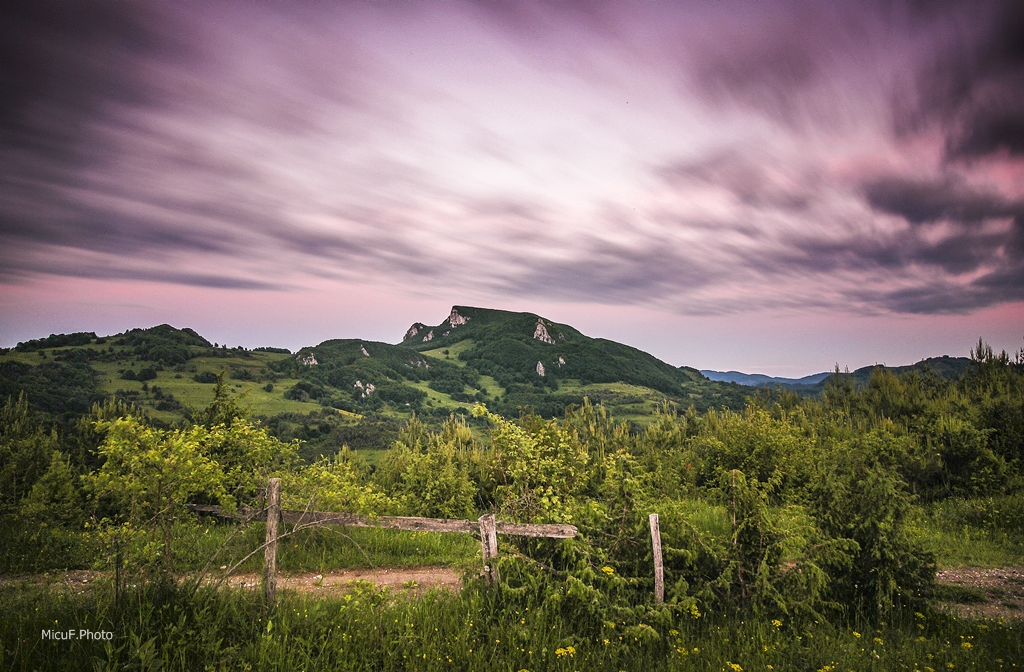
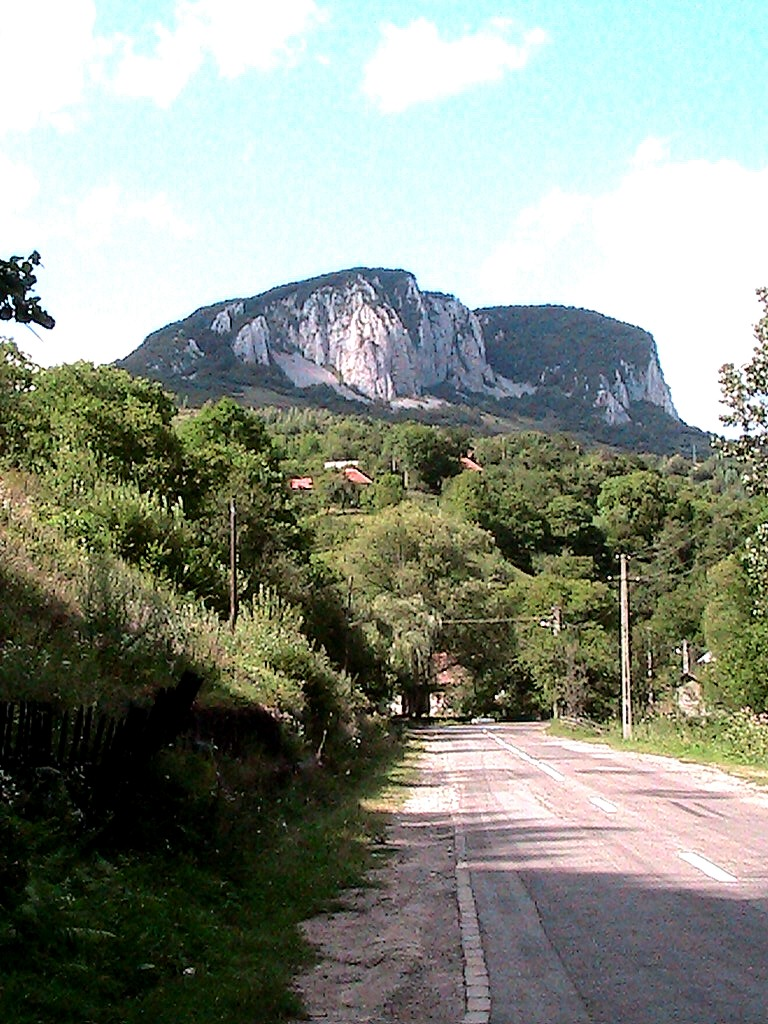
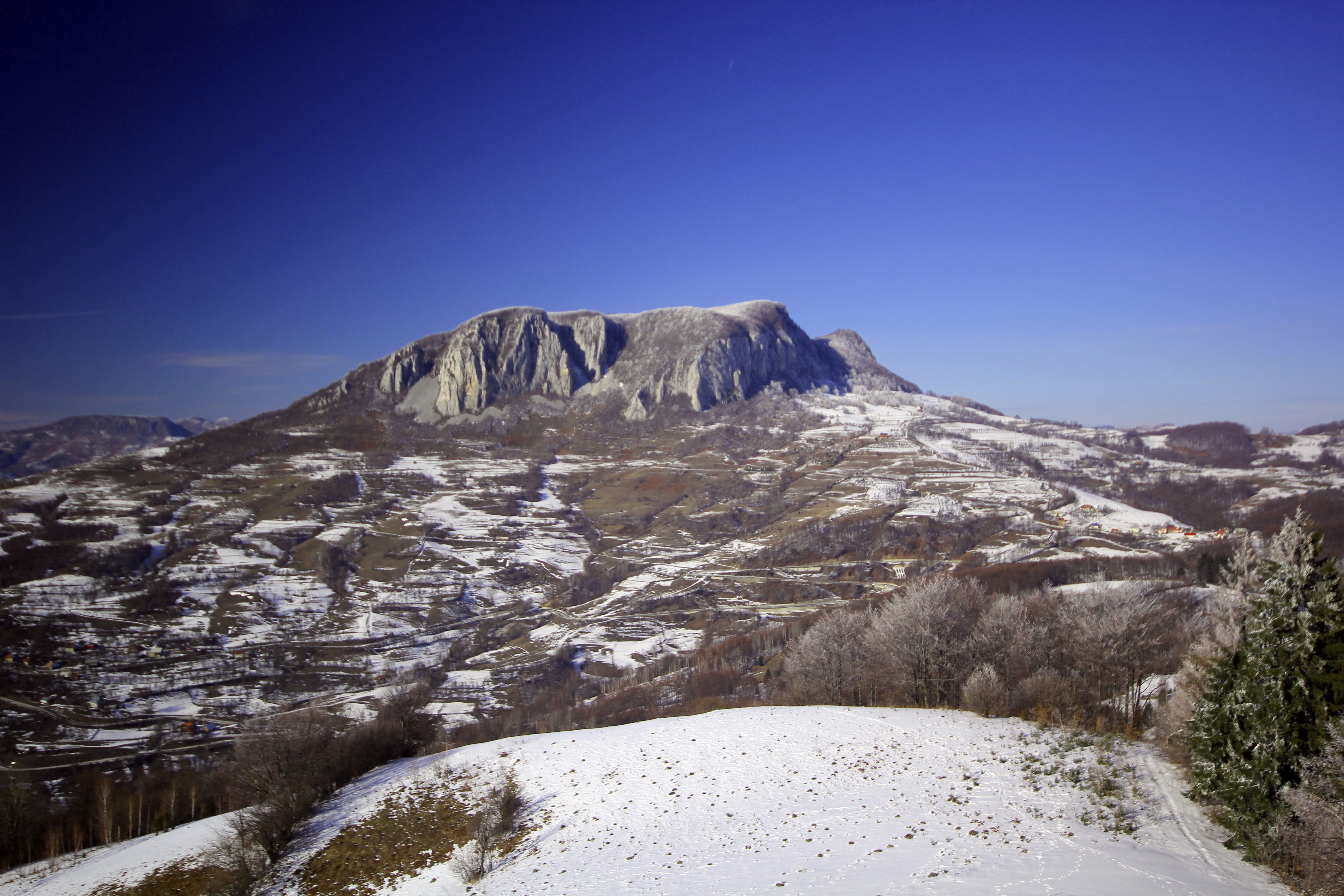
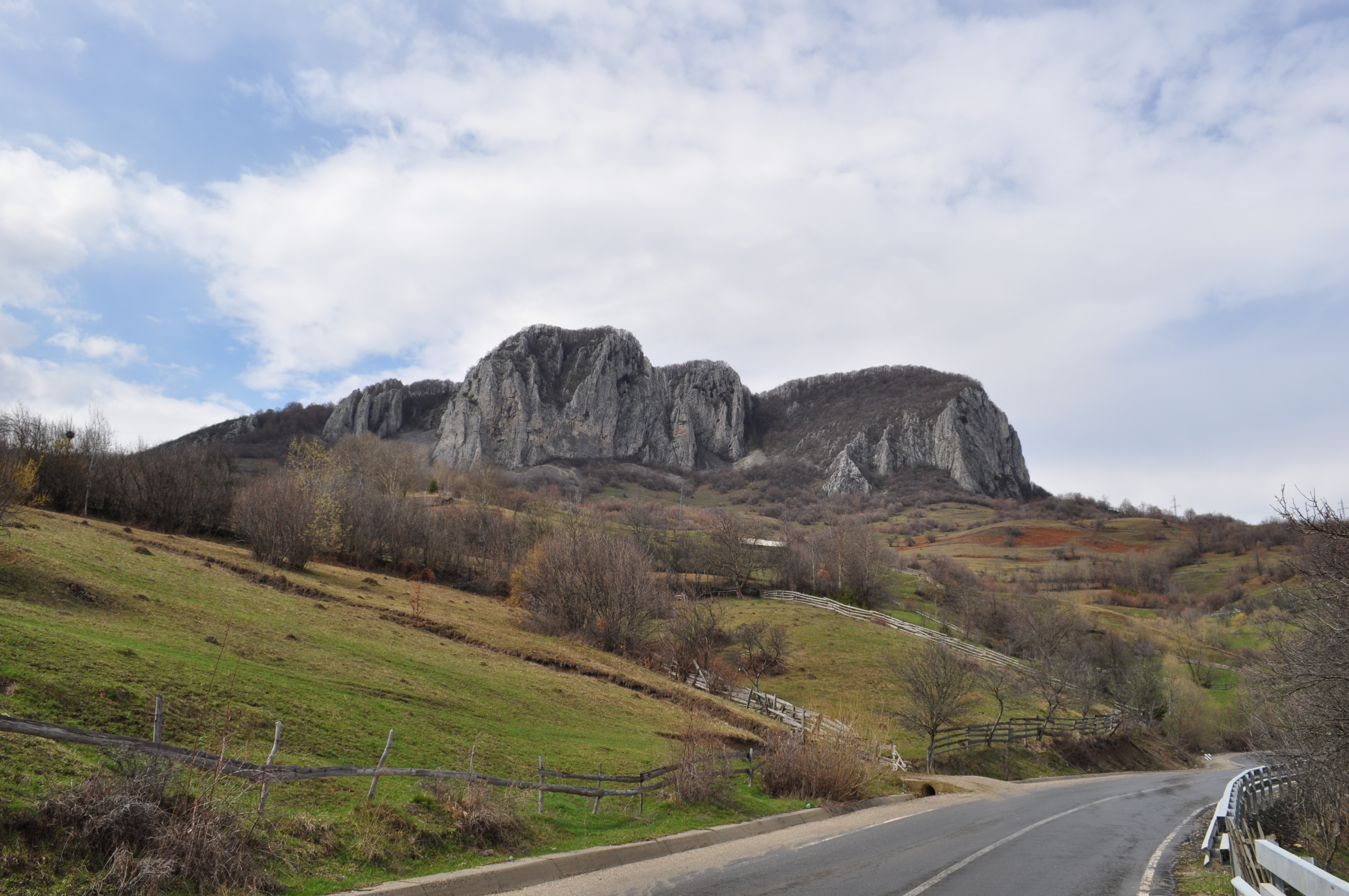

### Atractii turistice de vecinătate
În apropiere se află și Pădurea de mesteceni de la Cornițel și Pădurea de tei de la Mihăileni. Alte obiective din comuna Buceș sunt Vf. Brădișor – Bulzul calcaros Brădișor, acoperit parțial de păduri de foioase, Vf. Fericeaua, Dealul Dusului cu urme de ziduri ale cetății “Dusu”, situată la extremitatea satului Dupăpiatră, Cascada „Săritoarea” din Stănija ș.a.
La gospodăriile din localitățile Buceș, Blăjeni, Ciuruleasa, se pot viziona țesături, cuverturi, cergi, prosoape, costume populare, cu amprenta specifică zonei Țării Moților Crișeni. Localnicii pot oferi produse tradiționale. În trecut, existau și mori de apă, in jur.